# スズキ・アルトK10
アルト K10（ALTO K10）は、マルチ・スズキ・インディアが販売しているハッチバック型乗用車である。2代目は、途中からアルト（ALTO）に変更される。

## 2代目（2014年 - 2022年）
マルチ・スズキ・インディアで製造・開発され、フィリピン、ラテンアメリカ諸国など新興国向けに輸出された。
2014年11月3日、マルチ・スズキ・インディアは新型アルトK10を発表した。新しいK10はアルト800をベースとしながら、新デザインのフロントマスク、テールライトおよびダッシュボードが与えられている。エンジンはK10B型1.0L 直列3気筒で最高出力68ps、最大トルク90Nmを発揮する。CNG仕様も設定されており、CNGモードでは最高出力59ps、最大トルク78Nmとなる。トランスミッションは5速MTに加えて、オートギヤシフト (AGS) と呼ばれる5速AMTが用意される。AGSが設定されるのはインドではセレリオに続いて2車種目となる。

## 3代目（2022年 - ）
2022年8月10日、アルトK10の予約を開始。ティザー画像も公開された。
2022年8月18日、公式発表され発売された。
2022年11月18日、インド市場でCNG仕様を発売。
2023年3月1日、インドでの2月の販売台数が発表された。月販台数は15万823台。